# カラル・アルト天文台
カラル・アルト天文台 (Calar Alto Observatory) もしくはカラーアルト天文台とは、スペイン・アルメリア県の天文台である。シエラ・デ・ロス・フィラブレス山脈に含まれるカラル・アルト山の標高2168メートルの地点に位置している。Centro Astronómico Hispano en Andalucía (CAHA) の名でも知られる。
この天文台にある3.5メートル望遠鏡は、ヨーロッパ本土の光学望遠鏡として口径が最も大きい（ただし、カナリア諸島のロケ・デ・ロス・ムチャーチョス天文台には、さらに大きな望遠鏡が複数存在する）。2003年にシュターケンブルク天文台でフェリックス・ホルムスが発見した小惑星カラルアルト（小惑星番号189202）は、この天文台にちなんで命名された。

## 歴史
この観測所は1970年に提案され、スペインとドイツの共同開発で1975年7月に公式に開設された。当初、設置されていたのは1.23メートル反射望遠鏡だった。翌1976年には、0.8メートルシュミット式望遠鏡（1954年製）がドイツ・ベルゲドルフのハンブルク天文台から移されてきた。
2018年までは、ドイツ・ハイデルベルクにあるマックス・プランク天文学研究所と、スペイン国家研究評議会 (CSIC) の下部機関でグラナダにあるアンダルシア宇宙物理学研究所 (AII-CSIC) により、共同運営されていた。当時は Centro Astronómico Hispano-Alemán（スペイン語、略称は現在と同じCAHA）や Deutsch-Spanisches Astronomisches Zentrum（ドイツ語）とも呼ばれていた。
2019年にドイツが運営から退いた。代わりにアンダルシア評議会が AII-CSIC と共同運営する体制になった。

## 設備と研究
この天文台では主に4つの望遠鏡（3.5m, 2.2m, 1.23m, 0.8mシュミット）が使用されている。3.5メートル望遠鏡はヨーロッパ本土最大の光学望遠鏡で、赤道儀式架台を用いている。このほか、スペイン国立天文台が所有・運用する1.52メートル望遠鏡や、スペイン宇宙生物学センターが設置した小型のロボット望遠鏡がある。
カラル・アルト天文台の望遠鏡は、幅広い分野で用いられてきた。それらは太陽系天体の研究、宇宙論（AlhambraサーベイやCALIFAサーベイ)、太陽系外惑星の研究（CARMENESサーベイ）などである。CALIFA (Calar Alto Legacy Integral Field Area Survey) は、面分光器を用いて600個の銀河の分光マップを作成する天文プロジェクトである。
カラル・アルトからの観測により、100個近い小惑星が見つかっている。発見者はルボシュ・コホーテク (Luboš Kohoutek), Kurt Birkle, Ulrich Hopp, Johann M. Baur, Krisztián Sárneczky, Gyula M. Szabó, Felix Hormuth, Hermann Boehnhardt らである。これに加え、小惑星センターがカラル・アルトを発見者と認定している小惑星として次のものがある。
| (63429) 2001 MH5      | 2001年6月21日 |
| (94223) 2001 BU53     | 2001年1月17日 |
| (99258) 2001 MF5      | 2001年6月21日 |
| 124143 Joséluiscorral | 2001年6月21日 |
| 213269 Angelbarbero   | 2001年6月20日 |
| (247170) 2001 BY10    | 2001年1月16日 |
| (250482) 2004 DF79    | 2004年2月18日 |

カラル・アルト天文台は、自転車ロードレースのフィニッシュ地点としてたびたび選ばれている。2017年のブエルタ・ア・エスパーニャでは、ステージ11のフィニッシュ地点となった（ステージの勝者はMiguel Ángel López）。また、2004年や2006年のブエルタでもフィニッシュ地点となった。